# Manilkara paraensis
Manilkara paraensis, conhecida popularmente como massarandubinha, é uma espécie de planta pertencente ao gênero Manilkara e à família Sapotaceae. É uma espécie endêmica ao Brasil, ocorrendo nos estados de Maranhão, Pará e Mato Grosso. De acordo com a União Internacional para a Conservação da Natureza, seu estado de conservação é "espécie dependente de conservação".